# Pipit du paramo
Anthus bogotensis
Espèce
Répartition géographique
Statut de conservation UICN

LC : Préoccupation mineure
Le Pipit du páramo (Anthus bogotensis) est une espèce de passereaux de la famille des Motacillidae.

## Répartition
Cet oiseau se rencontre en Argentine, en Bolivie, en Colombie, en Équateur, au Pérou et au Venezuela. Il vit dans le paramo.

## Liste des sous-espèces
Selon GBIF (13 juin 2023) :
- Anthus bogotensis bogotensis P.L.Sclater, 1855
- Anthus bogotensis immaculatus Cory, 1916
- Anthus bogotensis meridae Zimmer, 1953
- Anthus bogotensis shiptoni (Chubb, 1923)

## Systématique
Le nom valide complet (avec auteur) de ce taxon est Anthus bogotensis P.L.Sclater, 1855,.
Ce taxon porte en français le nom vernaculaire ou normalisé suivant : Pipit du páramo.

## Étymologie
Son épithète spécifique, composée de bogot[a] et du suffixe latin -ensis, « qui vit dans, qui habite », fait référence à Bogota (Colombie) où l'auteur a découvert cette espèce. 

## Publication originale
- (en) Philip Lutley Sclater, « Descriptions of some New Species of Birds from Santa Fé di Bogota », Proceedings of the Zoological Society of London, Londres, ZSL, vol. 23, no 291,‎ 26 juin 1855, p. 109-110 (ISSN 0370-2774, OCLC 1779524, BNF 32843178, lire en ligne).